# John Paul Jones
John Paul Jones, född John Baldwin den 3 januari 1946 i Sidcup i Bexley, London (i dåvarande Kent), är en brittisk musiker. Han är mest känd som basist i rockgruppen Led Zeppelin. Han spelade även keyboard, mandolin och akustisk gitarr i gruppen.
Jones arbetade som studiomusiker och arrangör i England under 1960-talet (det är han som arrangerat stråkarna i "She's a Rainbow" på The Rolling Stones platta Their Satanic Majesties Request från 1967), innan han tillsammans med Jimmy Page letade upp Robert Plant och John Bonham till bildandet av Led Zeppelin 1968. Han var sedan bandets basist fram till splittringen 1980.
Efter Zeppelin-tiden har Jones samarbetat med andra artister (bland andra R.E.M och Peter Gabriel), och 1996 hade han byggt sig en helt egen studio. JP Jones har även släppt två album som soloartist.
John Paul Jones var 2009–2010 medlem i "supergruppen" Them Crooked Vultures. Gruppen släppte 2010 sitt självbetitlade och hittills enda album.

## Diskografi

John Paul Jones logga till albumet Led Zeppelin IV.

### Studioalbum
- The Sporting Life (1994) med Diamanda Galás
- Zooma (1999)
- The Thunderthief (2001)

### Soundtrackalbum
- Scream for Help (1985)

### Album med olika artister
- No Introduction Necessary (1968)

### Album med Led Zeppelin
- Led Zeppelin (1969)
- Led Zeppelin II (1969)
- Led Zeppelin III (1970)
- Led Zeppelin IV (1971)
- Houses of the Holy (1973)
- Physical Graffiti (1975)
- Presence (1976)
- In Through the Out Door (1979)
- Coda (1982)

### Album med Them Crooked Vultures
- Them Crooked Vultures (2009)